# Kat Zhang
Kat Zhang (nascida em 1 de abril de 1991) é uma premiada autora americana de literatura infanto-juvenil. Ela também escreveu dois livros ilustrados, Amy Wu and the Perfect Bao e Amy Wu and the Patchwork Dragon. 

## Biografia
Zhang nasceu no Texas, filha de imigrantes chineses. Seu pai era de Wuhan e sua mãe de Fuzhou. Zhang se formou na Universidade Vanderbilt.

## Carreira
Sua primeira trilogia, The Hybrid Chronicles, foi publicada pela HarperCollins nos Estados Unidos. A série é realizada em 2.545 bibliotecas, e foi traduzida para chinês, alemão, espanhol, francês, português, polonês e italiano. O primeiro volume, What's Left of Me, foi publicado em 2012; o segundo volume, Once We Were, foi publicado em 2013; e o terceiro e último volume, Echoes of Us, foi publicado em 2014.
The Emperor's Riddle, o primeiro romance de educativo de Zhang, se passa em Fuzhou, China. Ele descreve as aventuras de uma garota sino-americana enquanto ela procura um antigo tesouro da dinastia Ming. O livro detalha as lendas envolvendo o assassinato do imperador chinês Zhu Yunwen, o segundo imperador da dinastia Ming, e aborda os eventos da revolução cultural chinesa.
O segundo romance de Zhang, The Memory of Forgotten Things, é um retorno à ficção científica. A protagonista de doze anos, Sophia Wallace, tem memórias de sua falecida mãe que não fazem sentido, memórias que acontecem após a morte de sua mãe. Ela acredita que um próximo eclipse solar lhe permitirá atravessar para um mundo paralelo onde sua mãe nunca morreu.

## Obras

### Infanto-juvenil

#### Hybrid Chroniclestrilogy
- What's Left of Me (2012)
- Once We Were (2013)
- Echoes of Us (2014)

### Educativos
- The Emperor's Riddle (2017)[8][3]
- The Memory of Forgotten Things (2018)[7]

### Livros ilustrados
- Amy Wu and the Perfect Bao (2019)[9]
- Amy Wu and the Patchwork Dragon (2020)

The Hybrid Chronicles recebeu uma recepção geralmente positiva de vários sites. O primeiro da trilogia, What's Left of Me, foi escolhido como um livro do BEA Buzz de 2012 e recebeu uma crítica com estrela na Publishers Weekly. Foi avaliado positivamente no The New York Times. Em 2017, The Emperor's Riddle ganhou uma menção honrosa para o Prêmio Freeman do NCTA. Ele também ganhou um Parent's Choice Award.
The Memory of Forgotten Things foi selecionado como o melhor livro infantil do ano de Bank Street.
O primeiro livro ilustrado da série Amy Wu, Amy Wu and the Perfect Bao, recebeu uma crítica estrelada de Kirkus, e foi um Kirkus Best Picture Book de 2019. Também foi escolhido como primeiro e melhor livro de 2019 pela Biblioteca Pública de Toronto.
1. ↑  «266960464». viaf.org. Consultado em 18 de outubro de 2022
2. 1 2  «Wikipedia: No Country for Old Men». Volume 36, Number 3, June 2009. 21 de novembro de 2019. Consultado em 18 de outubro de 2022
3. 1 2 3  «The Emperor's Riddle - NCTAsia» (em inglês). Consultado em 30 de julho de 2025
4. ↑  Apr 16; 2013; Am, 10:26. «Sci-Fi Author Kat Zhang». Vanderbilt University (em inglês). Consultado em 18 de outubro de 2022
5. ↑  ThriftBooks. «The Hybrid Chronicles Book Series». ThriftBooks (em inglês). Consultado em 30 de julho de 2025
6. ↑  «The Hybrid Chronicles | Series | LibraryThing». LibraryThing.com (em inglês). Consultado em 30 de julho de 2025
7. 1 2  https://www.goodreads.com/book/show/36139881-the-memory-of-forgotten-things
8. ↑  https://www.goodreads.com/book/show/27508527-the-emperor-s-riddle
9. 1 2  «Amy Wu and the Perfect Bao». Goodreads (em inglês). Consultado em 30 de julho de 2025
10. ↑  Thea (13 de setembro de 2013). «Book Review: Once We Were by Kat Zhang». The Book Smugglers (em inglês). Consultado em 18 de outubro de 2022
11. ↑  «Best Picture Books of 2019 That Celebrate Fa…». Kirkus Reviews (em inglês). Consultado em 18 de outubro de 2022